# Xarxa de token bus

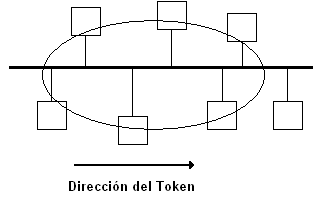
Pas de testimonis en una xarxa de bus Token

El token bus és una xarxa que implementa un protocol de pas de testimonis a través d'un anell virtual en un cable coaxial. Un testimoni es fa passar pels nodes de la xarxa i només pot transmetre el node que el posseeix. Si un node no té res per enviar, el testimoni es passa al següent node de l'anell virtual. Cada node ha de conèixer l'adreça del seu veí a l'anell, per la qual cosa es necessita un protocol especial per notificar als altres nodes les connexions i les desconnexions de l'anell.
El protocol d'accés d'Ethernet no podia garantir absolutament un temps màxim que qualsevol estació hauria d'esperar per accedir a la xarxa, així es va pensar no és adequat per a aplicacions d'automatització de la fabricació. El protocol Token bus es va crear per combinar els avantatges d'una xarxa de bus físic amb el protocol d'accés determinista d'una xarxa Token Ring.
El token bus va ser estandarditzat per l'estàndard IEEE 802.4. S'utilitzava principalment per a aplicacions industrials. El token bus va ser utilitzat per General Motors per al seu esforç d'estandardització del Manufacturing Automation Protocol (MAP). Això difereix de les xarxes Token Ring perquè els punts finals del bus no es troben per formar un anell físic.
Per tal de garantir el retard de paquets i la transmissió en el protocol de bus Token, es va proposar un bus Token modificat en Sistemes d'automatització de fabricació i sistema de fabricació flexible (FMS). Per optimitzar l'accés determinista requerit per la comunicació IoT en temps real en una planta de fabricació distribuïda o IIoT, també es pot implementar el mètode de bus de testimoni segons IEEE 802.15.4.
Es va desenvolupar un mitjà per portar el protocol d'Internet a les xarxes IEEE 802, incloses les xarxes de bus testimoni.
El grup de treball IEEE 802.4 s'ha dissolt i l'estàndard ha estat retirat per l'IEEE.